# Wykończalnia
Wykończalnia (wykańczalnia) – oddział zakładu włókienniczego, w którym odbywają się ostatnie procesy przetwarzania włókna w wyroby włókiennicze, ostateczna klasyfikacja i przygotowanie tych wyrobów do sprzedaży. W oddziale tym uszlachetniane są zarówno półprodukty (przędza), jak i produkty końcowe – tkaniny. Wykończalnia dzieli się na działy:
1. wykończalnia przędzy zwana potocznie bielnikiem przędzy 
  - bielenie stosowane w wykończalnictwie przędzy lnianej i bawełnianej
  - farbowanie
2. wykończalnia tkanin zwana potocznie bielnikiem tkanin
  - postrzyganie (strzyżenie) tkanin stosowane w wykończalnictwie tkanin wełnianych i wełnopodobnych
  - opalanie stosowane w wykończalnictwie tkanin lnianych i bawełnianych
  - bielenie stosowane w wykończalnictwie tkanin lnianych i bawełnianych
  - farbowanie
  - dekatyzacja
  - merceryzacja
  - apreturowanie
  - maglowanie
  - drukowanie
  - ostateczna kontrola jakości i klasyfikacja
  - konfekcjonowanie i pakowanie wyrobów gotowych
3. magazyn wyrobów gotowych
4. dział mechaniczny – zaplecze techniczne wykończalni z magazynem części zamiennych zapewniające utrzymanie właściwego stanu technicznego maszyn i urządzeń.

Nazwa wykończalnia odnosi się również do budynków i pomieszczeń oddziału wykończalni.